# Championnats d'Europe de beach-volley 1998
Navigation
Édition précédente Édition suivante
Les championnats d'Europe de beach-volley 1998, sixième édition des championnats d'Europe de beach-volley, ont lieu du 24 au 27 août 1998 à Rhodes, en Grèce. Il est remporté par les Suisses Martin et Paul Laciga chez les hommes et par les Tchèques Eva Celbová et Sona Novaková chez les femmes.